# Курай (Красноярский край)
Курай — село в Дзержинском районе Красноярского края, административный центр Курайского сельсовета.

## География
Деревня находится в южной части района примерно в 19 километрах по прямой на юго-восток от села Дзержинское.

## Климат
Климат резко континентальный, который проявляется в больших годовых амплитудах температуры воздуха. Среднемесячная температура января −21,4 °C, июля 18,2 °C. Средняя дата наступления мороза 7/IX, средняя дата окончания последнего мороза 31/V, средняя продолжительность безморозного периода — 98 дней. Средняя продолжительность отопительного сезона составляет 243 дня, средняя температура отопительного сезона — 9,1 °C. Количество осадков, выпадающих в тёплый период, составляет 288 мм, а в холодный — 74 мм. Средняя высота снежного покрова на открытых участках составляет 36 см, максимальная — 50 см, минимальная — 17 см.

## История
Деревня основана в 1762 году. Первые жители прибыли из Тасеевского острога. В 1863 году построена Николаевская церковь.

## Население
Постоянное население составляло 776 человека в 2002 году (94 % русские), 648 — в 2010.